# 藻渡河
藻渡河，是中国长江流域的一条河流，汇入綦江，属于綦江水系。河长95千米，流域面积1191平方千米，多年平均流量17立方米每秒。自然落差1006米。水能理论蕴藏量5万千瓦。